# Sergio Paulo Barbosa Valente
Sergio Paulo Barbosa Valente, conegut futbolísticament com a Duda (nascut el 27 de juny de 1980 a Porto), és un futbolista professional portuguès. És considerat un especialista en els llançaments de falta.

## Palmarès
| Títol                                          | Club       | Temporada |
| ---------------------------------------------- | ---------- | --------- |
| Campionat d'Europa de Futbol sub-21 de la UEFA | Portugal   | 1999      |
| Copa Intertoto de la UEFA                      | Màlaga CF  | 2002-03   |
| Supercopa d'Europa                             | Sevilla FC | 2006-07   |
| Copa de la UEFA                                | Sevilla FC | 2006-07   |
| Copa del Rei                                   | Sevilla FC | 2006-07   |
| Supercopa d'Espanya                            | Sevilla FC | 2007-08   |